# Аий Локуций

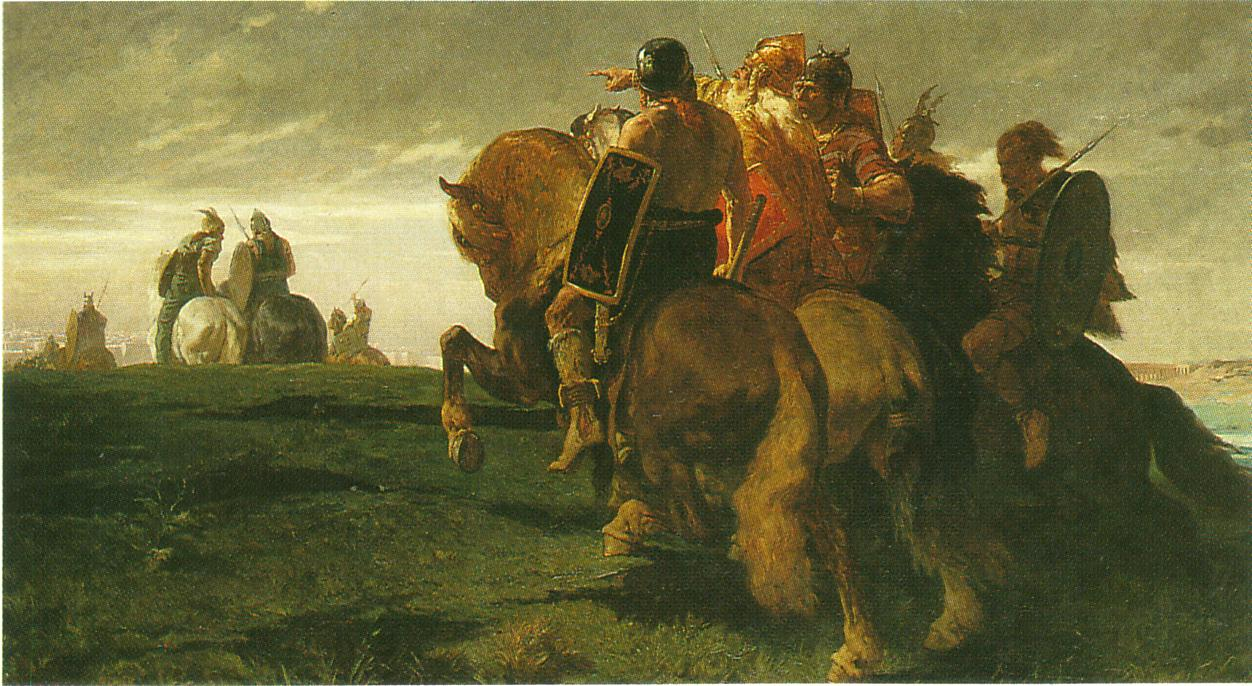
Галлы на подступах к Риму, худ-к Évariste-Vital Luminais (1822—1896), художественный музей Нанси

Аий (Ай) Локуций (лат. Aius Locutius, предвещающий голос) — римское божество, бог речи.
В 364 году от основания Рима, перед нападением галлов, на одной из римских улиц — Via nova — раздался голос, предостерегавший римлян о близости врагов. На голос внимания не обратили, и город подвёргся опустошению сенонами. Оскорблённому невниманием божеству на той улице воздвигли храм.